# Bible de Brest

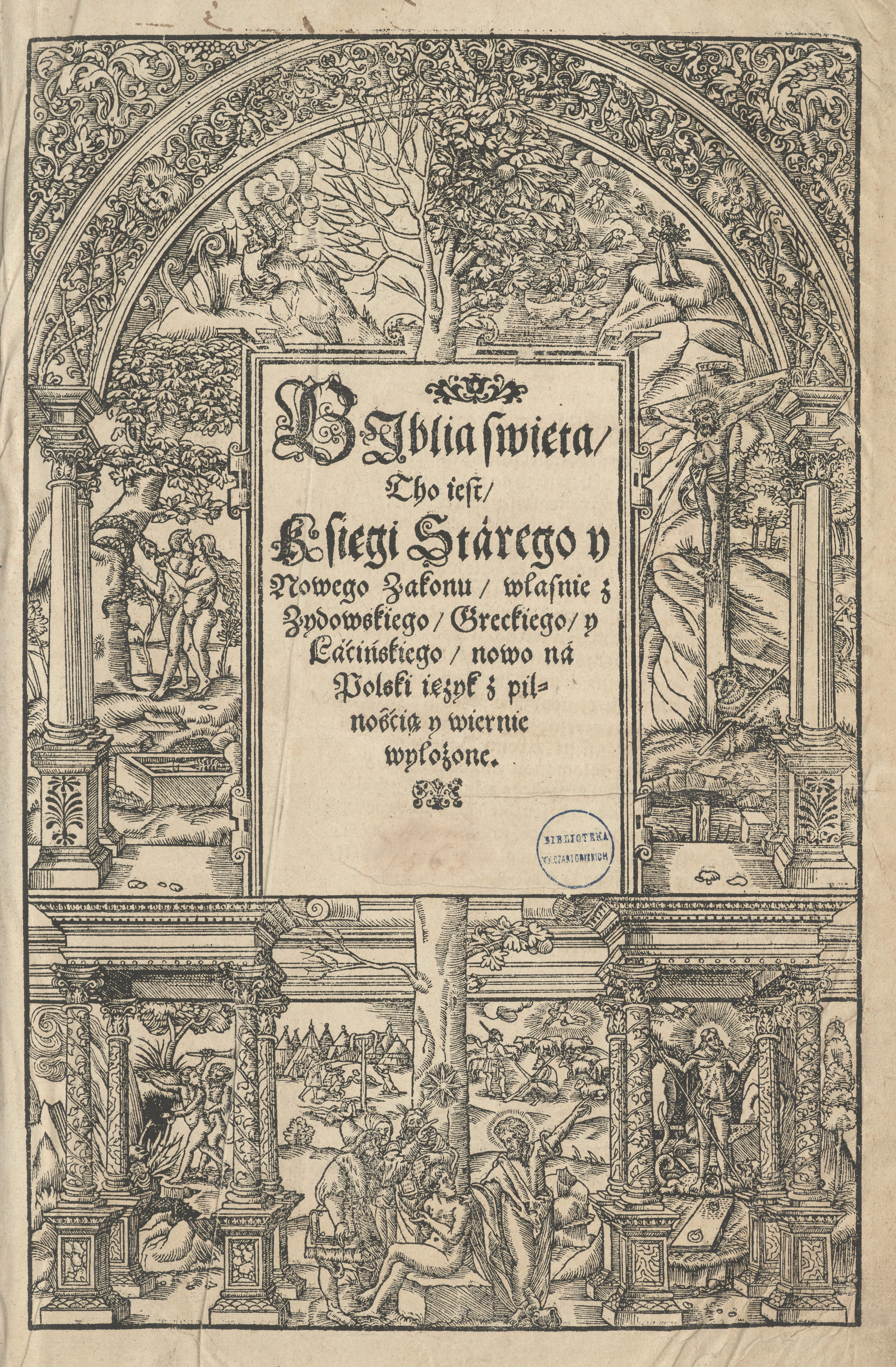
Bible de Brest, 1563

La Bible de Brest est la première traduction intégrale de la Bible protestante en polonais, publiée par Bernard Wojewódka en 1563 à Brest-Litovsk et dédiée au roi de Pologne Zygmunt II Auguste.
Le titre original complet en polonais est : Biblia święta, Tho iest, Księgi Starego et Nowego Zakonu, właśnie z Żydowskiego, Greckiego, y Łacińskiego, maintenant polski ięzyk, z pilnością y wiernie wyłożone.

## Historique
Cette traduction de la Bible est également nommée d'après le nom de famille Radziwiłł de Mikołaj Krzysztof Radziwiłł, surnommé le Noir, grand chancelier de Lituanie, voïvode de Vilnius et grand hetman de Lituanie, qui soutient la cause des Calvinistes. Il a été à l'origine du projet et l'a financé., La traduction a été réalisée à Pińczów, surnommée l'Athènes sarmate, par des traducteurs choisis et autorisés par les synodes calvinistes de 1559 et 1560. On trouve les prémices de cette entreprise dans les actes du synode calviniste de Włodzisław du 4 septembre 1558 et dans une lettre de Piotr Stroiński à Jean Calvin de février 1559. Ces deux documents parlent de la nécessité d'avoir une Bible en polonais.
La Bible Brest est l'une des premières traductions de l'intégralité de la Bible en langue vernaculaire de l'ère moderne faite à partir des textes originaux hébreu et en koinè, grec ancien de l'époque hellénistique. La Vulgate latine a aussi été utilisée, et, dans une moindre mesure, une traduction en français. La Bible de Brest a été rédigée par un groupe d'érudits calvinistes. Elle a été précédée par la Bible de Luther, parue de 1534, et la Bible de Genève de 1560.
Le texte de la traduction met l'accent sur le contexte et la phraséologie, plutôt que sur la traduction mot à mot. Le texte est très fiable par rapport aux originaux et représente un des meilleurs usages du polonais de cette époque. Parmi les principaux théologiens impliqués dans le projet de traduction on peut citer Grzegorz Orszak, Piotr Stroiński, Jean Thenaud de Bourges, Jan Łaski, Georg Schomann, Andrzej Trzecieski, Jakub Lubelczyk, Szymon Zacjusz, Marcin Krowicki, Francesco Stancaro de Mantoue et Grzegorz Paweł de Brzeziny. La réalisation de la traduction a pris six années.
Le fils de Mikołaj Radziwiłł, Mikołaj Krzysztof Radziwiłł, surnommé "l'Orphelin", converti au catholicisme et fanatique de la Contre-Réforme a racheté sur le marché central de Vilnius tous les exemplaires de la Bible de Brest qu'il a pu trouver pour les brûler publiquement. Environ 80 exemplaires ont survécu à cette destruction.
La Bible de Brest a servi de base à la traduction du Nouveau Testament de Marcin Czechowic, en 1577, qui l'a corrigée en partant du texte grec pour la rendre compatible avec les enseignements de la Petite Église polonaise.
Le texte de la Bible est précédé d'une « préface au lecteur chrétien » qui discute de trois problèmes :
- l'autorité des Écritures saintes. Cette première partie développe trois thèmes :
  - quelle sorte de trésors trouve-t-on dans les Écritures saintes,
  - quelle est leur "noble autorité",
  - quel est leur bénéfice.
- la nécessité de la propagation des Écritures saintes dans la langue vernaculaire et la manière de les lire. Le rédacteur anonyme y blâme ceux qui ont l'« audace impie d'arracher ce don de Dieu loin du peuple de Dieu, lui interdisant de lire les Écritures saintes, qui prive les croyants en Dieu de leur Salut, comme si le Seigneur n'avait pas fait clairement connaître qu'Il souhaite qu'Elles soient données à tous les peuples de la Terre et dans chacune des langues ». En cela, cette exhortation est dans la suite directe de ce qu'Érasme a écrit dans La philosophie chrétienne et de saint Augustin dans De doctrina christiana.
- la méthode de traduction employée, reprochant à la Bible traduite par Schaffenberger de n'être qu'une traduction de la Vulgate.

David Clément indique que bien que l'imprimeur ne soit pas nommé, de doit être d'après M. Ringeltaube, Bernard Wojewódka, que le prince Radziwiłł avait fait venir de Cracovie pour l'installer à Best à grand frais pour imprimer la Bible,.

## Sources
- (en) Cet article est partiellement ou en totalité issu de l’article de Wikipédia en anglais intitulé « Brest Bible » (voir la liste des auteurs).